# Roborbotodes
Roborbotodes là một chi bướm đêm thuộc họ Noctuidae.